# Церква в ім'я Святого Митрофана (Таганрог)
Церква в ім'я святого Митрофана (рос. Церковь во имя святого Митрофания) — православний храм в місті Таганрозі (Росія). Зруйнований 1936 року.

## Історія
Необхідність у будівництві нового храму в Таганрозі виникла у зв'язку з ростом населення в цьому місті. Про це також зауважив імператор Олександр I, який перебував тут у 1825 році. Він запропонував побудувати в місті храм на перетині Олександрівської площі і Соборного провулка (нині провулок Червоний). 1833 року жителі міста попросили від градоначальника, барона Отто Германовича Франка, дозволу на будівництво на перетині цих вулиць храму в ім'я Преображення Господнього з престолом в ім'я знову явленого святого Митрофана (його прославлення відбулося у 1832 році), колишнього єпископа Воронезького, в єпархії якого за Петра I перебував Таганрог.
За клопотанням громадян під будівництво нового храму виділили місце на перетині Митрофаніївської вулиці й Кампенгаузенського провулку. З двох виконаних проектів для будівництва храму обрано проект воронезького архітектора Македонського. 
Будівництво неодноразово переривалося через численні будівельні неузгодження. У зв'язку з цим було вирішено розібрати храм, підготувати новий проект і будувати на новому місці на перехресті нинішніх вулиці Чехова та Червоного провулка. На новому місці будівництво знову зупинялося через просідання фундаменту стіни, неточно обраний напрямок вівтаря (не строго на схід, що суперечило православним канонам). Тому за пропозицією нового градоначальника Лаврова, храм було вирішено знову розібрати і заново відбудувати.

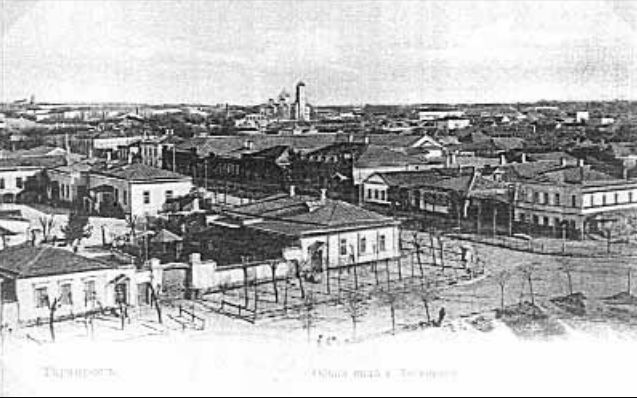
Загальний вигляд міста Таганрога з видом на Митрофаніївську церкву. Поштова листівка початку XX століття

1864 року освячено третє місце будівництва Митрофаніївської церкви на Олександрівській площі (неподалік від місця, куди свого часу вказував імператор Олександр І). Будівництвом займалися архітектори Фірсов, Трусов, Петров, Ласкін. Зведення храму завершено 1866 року, а наступного року його освятив благочинний Данило Ручкін. Новий храм був збудований у візантійському стилі. Він являв собою п'ятиглавий тринефний чотиристовповий варіант хрестово-купольної системи з трьома апсидами зі сходу, з північним і південним бічними вівтарями, що були на честь свята Преображення Господнього та св. благовірного князя Олександра Невського.
У 1890-х роках храм розширили, звівши невелику прибудову з боку західного фасаду. При храмі відкрили церковно-приходське училище.
П'ятиглавий Митрофаніївський храм з дзвіницею добре вписався в простір площі і мав успіх у парафіян.

## Парафіяни та клірики храму

### Парафіяни
Парафія храму була чисельною. У цій церкві Петро Шмідт хрестив свого сина Євгена, парафіянкою церкви була художниця Серафима Блонська, а молодий Антон Чехов описав одну зі сцен, свідком якої став у цьому храмі, в оповіданні «Тяганина». Старший брат письменника, Олександр Павлович Чехов, згадував:
|  | Антон Павлович на цьому криласі не раз писав бабам на папірцях і на просфорах для проскомідії «за здоров'я» та «за упокій», і це записування імен для поминання послужило йому згодом темою для його оповідання «Тяганина»...» . |

### Клірики
Першим священиком призначили о. Павла Дмитреєвського, який раніше служив у церкві на кладовищі. Він прослужив в Митрофаніївському храмі до 1875 року. Помер від пороку серця у віці 63-х років, будучи священиком Архангело-Михайлівської церкви. Після нього священиками служили: 
- Петро Миколайович Капустянський. Помер в віці 64 років від хвороби печінки. Прослужив з 1888 до 1894 року.
- Іллічівський Платон Георгійович. Був одружений з дочкою купця Шаронова. Помер у віці 53-х років від склерозу серця. Служби служив з 1895 по 1914 рік.
- Баландін Олександр Миколайович, займаючи також посаду законоучителя в чоловічій гімназії, після революції 1917 року вчителював у школах. В Митрофанієвській церкві служив з 1902 по 1908 рік.
- Стеблієнко Дмитро Гаврилович, старожил церкви. Трагічно загинув в віці 69 років, коли в 1918 році владу в місті брали більшовики.
- Священик Микола Оболенський почав служити в церкві в 1918 році, але потім, кинувши майно, разом із частинами денікінської армії в грудні 1919 року залишив Таганрог. Згодом повернувся в місто.

Допомагали служити службу диякони: Григорій Верецький, Дмитро Іванов, Андрій Скворчевський, Павло Галкін, Всеволод Михайлівський, Йосип Яровицкий, Євлампій Коновалов.
Першим старостою храму був Щербаков, який залишив за заповітом два будинки на користь церкви.

## За часів радянської влади
За часів радянської влади храм спіткала така ж сумна доля, як і переважну більшість релігійних споруд у Радянському Союзі. Храм зберігся під час громадянської війни, але не пережив нової хвилі антирелігійної боротьби кінця 20-х — початку 30-х років ХХ сторіччя.
У 1922 році з храму вилучили золоті та срібні цінності, ікони з ризами.
Наприкінці 1920-х — початку 1930-х років будівля церкви належала прибічникам «обновленства», але це не врятувало церкву від закриття. 8 жовтня 1933 року Комісія з питань культу при президії крайвиконкому ухвалила постанову про закриття храму (Прот. № 3 від 8.10.1933). А 8 липня 1934 року на засіданні президії міськради було прийнято рішення:
|  | З огляду на те, що єдиним місцем для такого монументальної споруди, як міський театр, є Червона площа і, беручи до уваги, що за проектом на цьому місці, що займає нині Мітрофанієвська церква, заплановано побудувати театр, порушити клопотання перед ВЦВК про знесення храму |

Церкву закрили і розмістили в ній артіль «Праця сліпих», а 1935 року почали її розбирати. 14 лютого 1936 року президія міськради ухвалила рішення знести бездіяльну Митрофанівську церкву, а площу використати під будівництво нового кінотеатру і будівлю церкви було остаточно зруйновано. На її місці був побудований критий ринок-павільйон «Молоко».